# Ethobuella tuonops
Ethobuella tuonops là một loài nhện trong họ Hahniidae.
Loài này thuộc chi Ethobuella. Ethobuella tuonops được miêu tả năm 1937 bởi Ralph Vary Chamberlin & Wilton Ivie.